# Love & Peace (Girls' Generation)
Love & Peace è il terzo album in studio della discografia giapponese (il settimo in totale) del girl group sudcoreano Girls' Generation, pubblicato nel 2013.

## Tracce
1. Gossip Girls – 3:16
2. Motorcycle – 3:31
3. Flyers – 4:03
4. Galaxy Supernova – 3:09
5. Love & Girls – 3:07
6. Beep Beep – 3:21
7. My Oh My – 3:10
8. Lips – 3:48
9. Do the Catwalk – 4:01
10. Karma Butterfly – 3:12
11. Linguafranca (リンガ・フランカ Ringa Furanka) – 3:07
12. Everyday Love – 3:30
13. Blue Jeans – 3:28 – Bonus Track